# Guro Reiten

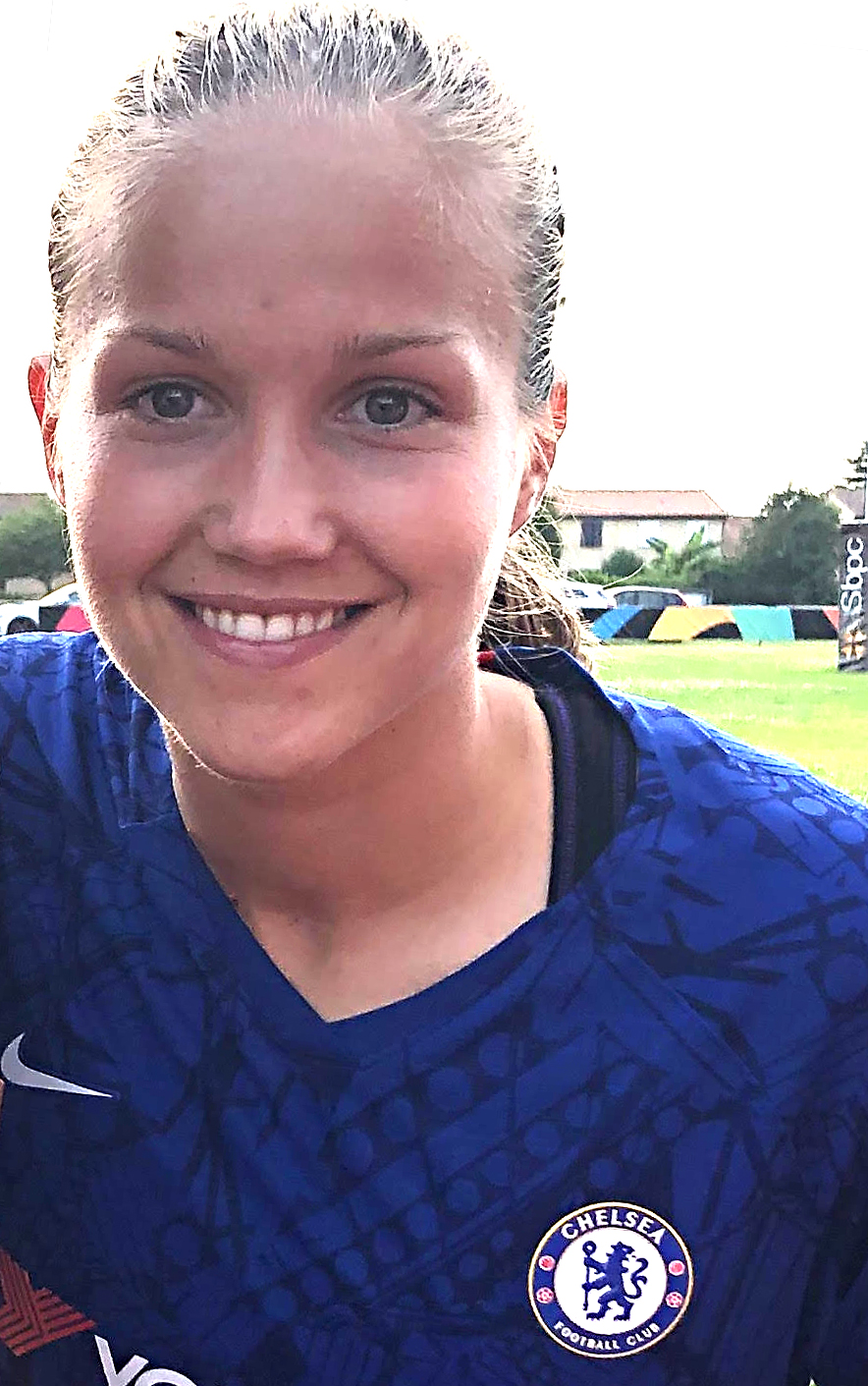
Guro Reiten

Guro Reiten, född den 26 juli 1994 i Sunndalsøra, är en norsk fotbollsspelare (mittfältare) som spelar för Chelsea och det norska landslaget. Hon gjorde debut i landslaget mot Spanien i januari 2014 Reiten togs ut till den trupp som representerade Norge i VM i Frankrike år 2019 och hon blev också målskytt i premiärmatchen mot Nigeria. Innan turneringen startade hade hon gjort 5 mål på 37 landskamper.